# Quercus disciformis
Quercus disciformis är en bokväxtart som beskrevs av Woon Young Chun och Ying Tsiang. Quercus disciformis ingår i släktet ekar, och familjen bokväxter. Inga underarter finns listade.